# Ferulago brachyloba
Ferulago brachyloba là một loài thực vật có hoa trong họ Hoa tán. Loài này được Boiss. & Reut. mô tả khoa học đầu tiên năm 1845.